# Everything but the Girl
Everything but the Girl és un duo d'artistes britànics creat el 1982. Està compost per Tracey Thorn (cantant) i Ben Watt (compositor, músic, cantant).
La seva música està influenciada pel jazz i pel pop, amb un ús pronunciat de l'electrònica en els seus últims àlbums. Fou la cançó Missing que els feu coneguts entre el gran públic.
El duo ha col·laborat a l'àlbum Protection de Massive Attack. Tracey Thorn ha publicat també un àlbum en solitari, l'any 2007.

## Discografia
- Eden (1984)
- Everything but the girl (1984)
- Love not money (1985)
- Baby, the stars shine bright (1986)
- Idlewild (1988)
- The language of life (1990)
- Worldwide (1991)
- Acoustic (1992)
- Essence and rare 82-92 (1992)
- Home movies - the best of Everything but the girl (1993)
- Amplified heart (1994)
- Walking wounded (1996)
- Temperamental (1999)
- Like the deserts miss the rain (2002)
- Adapt Or Die - 10 Years Of Remixes (2005)
- The Works - A 3 CD Retrospective (2007)
- Fuse (2023)